# دزرت ویلیج موبایل هوم پارک (آریزونا)
دزرت ویلیج موبایل هوم پارک (به انگلیسی: Desert Village Mobile Home Park) یک منطقهٔ مسکونی در ایالات متحده آمریکا است که در آریزونا واقع شده‌است. دزرت ویلیج موبایل هوم پارک ۴۷۰ متر بالاتر از سطح دریا واقع شده‌است.